# Klasy zabytków
Klasy zabytków – grupy weryfikacyjne zabytków wprowadzone systemem klasyfikacji obiektów zabytkowych w Polsce w 1961 roku. Kryteriami weryfikacji była wartość artystyczna, historyczna i naukowa obiektów. Podział na klasy zabytków obowiązywał do początku lat 70. XX wieku.
Po II wojnie światowej, pomimo prowadzonych prac konserwatorskich w wielu obiektach zabytkowych, ogólny stan zabytków pogarszał się. Aby przeciwdziałać tej sytuacji w 1957 roku powstała komisja rządowa mająca zająć się sprawami zabezpieczenia i odbudowy zabytków w Polsce, a następnie, w 1959, powołana została Komisja ds. Zagospodarowania Obiektów Zabytkowych. Komisja ta podjęła decyzję o weryfikacji i klasyfikacji wszystkich zabytków na terenie kraju. Celem weryfikacji było określenie wartości obiektów i przypisanie ich do różnych źródeł finansowania.
Klasyfikacja zabytków nieruchomych, wprowadzona została w Polsce instrukcją wydaną przez Dyrektora Zarządu Muzeów i Ochrony Zabytków 20 grudnia 1961 roku, oraz pismem okólnym nr 14 z 30 grudnia 1963 w sprawie określenia grup weryfikacyjnych zabytków nieruchomych wpisywanych do rejestru. Pomysłodawcą podziału zabytków na pięć grup weryfikacyjnych był doc. Kazimierz Malinowski.

## Podział zabytków na grupy (klasy)
Zabytki nieruchome podzielone zostały wówczas na pięć grup pod względem ich wartości:

- 0 – zabytki i zespoły zabytkowe o najwyższej wartości artystycznej, historycznej i naukowej w skali światowej, które mogą być uznane za pomnik historii;
- I – reprezentacyjne w skali krajowej, dobrze zachowane, nie przebudowywane w nowszych czasach;
- II – reprezentacyjne dla regionu lub miejscowości lub przebudowane przy zachowaniu znacznej części dawnej substancji zabytkowej;
- III – przeciętnej lub miernej, lecz bezspornej wartości artystycznej, historycznej lub naukowej;
- IV – obiekty pierwotnie zaliczające się do wyższych grup klasyfikacyjnych, których zły stan techniczny wyklucza skuteczną konserwację, a wartość artystyczna, historyczna i naukowa jest minimalna.

Przydzielenie zabytku do poszczególnej grupy weryfikacyjnej (klasy) określało sposób finansowania. Zabytki grupy 0 i I (z wyjątkiem zabytków sakralnych) były utrzymywane z budżetu państwa, koszty utrzymania zabytków grupy II pokrywały budżety terenowe, natomiast zabytki grupy III i IV utrzymywali ich użytkownicy. Jednocześnie zabytki grupy 0 i I miały zostać wpisane do rejestru zabytków.
Klasyfikacja ta, zgodnie z ogólnoświatowymi tendencjami uchylona została w 1973 roku.

## Skutki wprowadzenia klasyfikacji
Pomimo że instrukcja wprowadzająca grupy weryfikacyjne była pismem wewnętrznym skierowanym do urzędów konserwatorskich, podział zabytków na klasy zaczął być stosowany powszechnie.
Negatywne skutki rodziły sformułowania użyte w określeniach poszczególnych grup zabytków. Użycie określenia reprezentacyjny zamiast reprezentatywny powodowało, że do I grupy zaliczano obiekty o bogatym wystroju architektoniczno-rzeźbiarskim wykluczając mniej ozdobne. Podobnie zastosowanie przymiotników mierny i przeciętny od razu nadawało obiektom klasy III wydźwięk negatywny. Użycie określenia wyklucza skuteczną konserwację dawało możliwość wyburzania zabytków przypisanych do grupy IV.
Przedstawiając zgubne skutki tej klasyfikacji dla ochrony dóbr kultury w Polsce Jan Pruszyński pisze, że „doczekała się [ona] określenia ‘brzytwa w ręku szaleńca’, gdyż jej bezpośrednim skutkiem było zniszczenie znacznej części zabudowy drewnianej, architektury małomiasteczkowej i przedmiejskiej, a niejednokrotnie uniemożliwiła interwencję konserwatorską nawet tam, gdzie była ona jeszcze możliwa”.
Pomimo negatywnych skutków wprowadzenie weryfikacji zabytków pozwoliło na lepsze poznanie zasobu obiektów zabytkowych w Polsce.
W języku potocznym występuje niekiedy jeszcze pojęcie „zabytku klasy 0”, używane jako synonim cennego obiektu o znaczeniu historycznym i artystycznym.